# Sufraganka
Sufraganka (ukr. Шуфраганка) – wieś na Ukrainie w rejonie lwowskim (wcześniej w rejonie pustomyckim) obwodu lwowskiego.

## Historia
Pod koniec XIX w. część wsi Serdyca.